# Franca Tamantini
Franca Tamantini, née le 24 août 1931 à Rome et morte dans cette ville le 11 août 2014, est une actrice et chanteuse italienne.

## Filmographie
- 1951 : Caruso, la légende d'une voix (Enrico Caruso, leggenda di una voce) de Giacomo Gentilomo
- 1951 : Trieste mia! de Mario Costa
- 1952 : La Reine de Saba (La Regina di Saba) de Pietro Francisci
- 1961 : Pesci d'oro e bikini d'argento de Carlo Veo
- 1962 : Le Commissaire (Il commissario) de Luigi Comencini
- 1962 : Un beau châssis (I motorizzati) de Camillo Mastrocinque
- 1975 : Mes chers amis (Amici miei) de Mario Monicelli
- 1982 : Mes chers amis 2 (Amici miei atto II) de Mario Monicelli
- 1983 : Mortelle Randonnée de Claude Miller
- 1985 : Mes chers amis 3 (Amici miei atto III) de Nanni Loy